# 第一代薩福克公爵查爾斯·布蘭登
查爾斯·布蘭登（英語：Charles Brandon，約1484年—1545年8月22日），第一代薩福克公爵，於亨利八世在位期間先後擔任樞密院議長、宮內大臣。

## 家庭
1508年，布蘭登與安妮·布朗（Anne Browne）結婚，兩人共有兩個女兒：
1. 安妮（約1507年—1558年）
2. 瑪麗（1510年—約1542年）

1515年，布蘭登與亨利八世的妹妹瑪麗·都鐸結婚，兩人共有1子2女：
1. 法蘭西絲（1517年—1559年），
2. 埃莉諾（英语：Eleanor Clifford, Countess of Cumberland）（1519年—1547年）
3. 亨利（1523年—1534年），早逝

1533年，布蘭登與凱瑟琳·威勒比結婚，兩人共有兩個兒子：
1. 亨利（英语：Henry Brandon, 2nd Duke of Suffolk）（1535年—1551年），早逝
2. 查爾斯（英语：Charles Brandon, 3rd Duke of Suffolk）（1537年—1551年），早逝